# Davit Gogia
Davit Gogia (georgisch დავით გოგია; * 2. Juni 1990) ist ein georgischer Gewichtheber.

## Werdegang
Gogia gewann bei den U23-Europameisterschaften 2011 die Silbermedaille in der Klasse bis 105 kg. Bei den Weltmeisterschaften im selben Jahr belegte er den siebzehnten Platz. 2013 wurde er bei den Europameisterschaften Zweiter im Reißen und Dritter im Zweikampf. Allerdings war sein Dopingtest positiv auf Stanozolol und er wurde für zwei Jahre gesperrt. Nach seiner Sperre gewann er bei den Europameisterschaften 2015 Bronze im Reißen und belegte im Zweikampf den neunten Platz.